# NGC 57
NGC 57は、うお座の方角にある楕円銀河である。1784年10月8日にウィリアム・ハーシェルによって発見された。

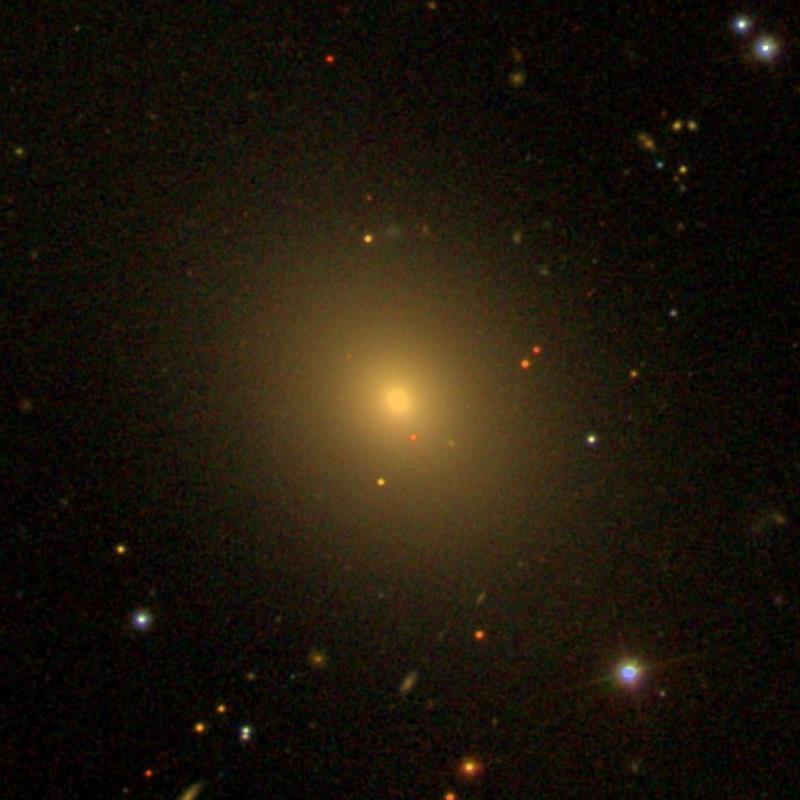
NGC 57(SDSS撮影)。